# Georges Glaeser
Pour les articles homonymes, voir Glaeser.
Georges Glaeser, né le 8 novembre 1918 et mort le 6 septembre 2002,,, est un mathématicien français.
En 1971, il choisit de s'engager à plein temps dans la recherche et l'enseignement en didactique des mathématiques.

## Travaux
Il est en particulier l'auteur du théorème de Glaeser et du théorème de composition de Glaeser.

## Famille
Il est le frère du cinéaste Henri Glaeser et le fils de l'avocat Léo Glaeser, une des sept victimes du cimetière de Rillieux en 1944. À ce titre, Georges Glaeser s'est beaucoup investi en tant que partie civile dans le procès de Paul Touvier. En 1973, il porte plainte aux côtés de Joe Nordmann et des associations de résistants contre Paul Touvier pour crimes contre l'humanité et se porte témoin durant le procès.

## Publications
- Fonctions composées différentiables, 1963
- Étude de quelques algèbres tayloriennes
- Racine carrée d'une fonction différentiable
- Georges Glaeser, Une introduction à la didactique expérimentale des mathématiques, La Pensée Sauvage, 1999, 232 p. (ISBN 2 85919 149 6)